# Battaglia di Edessa

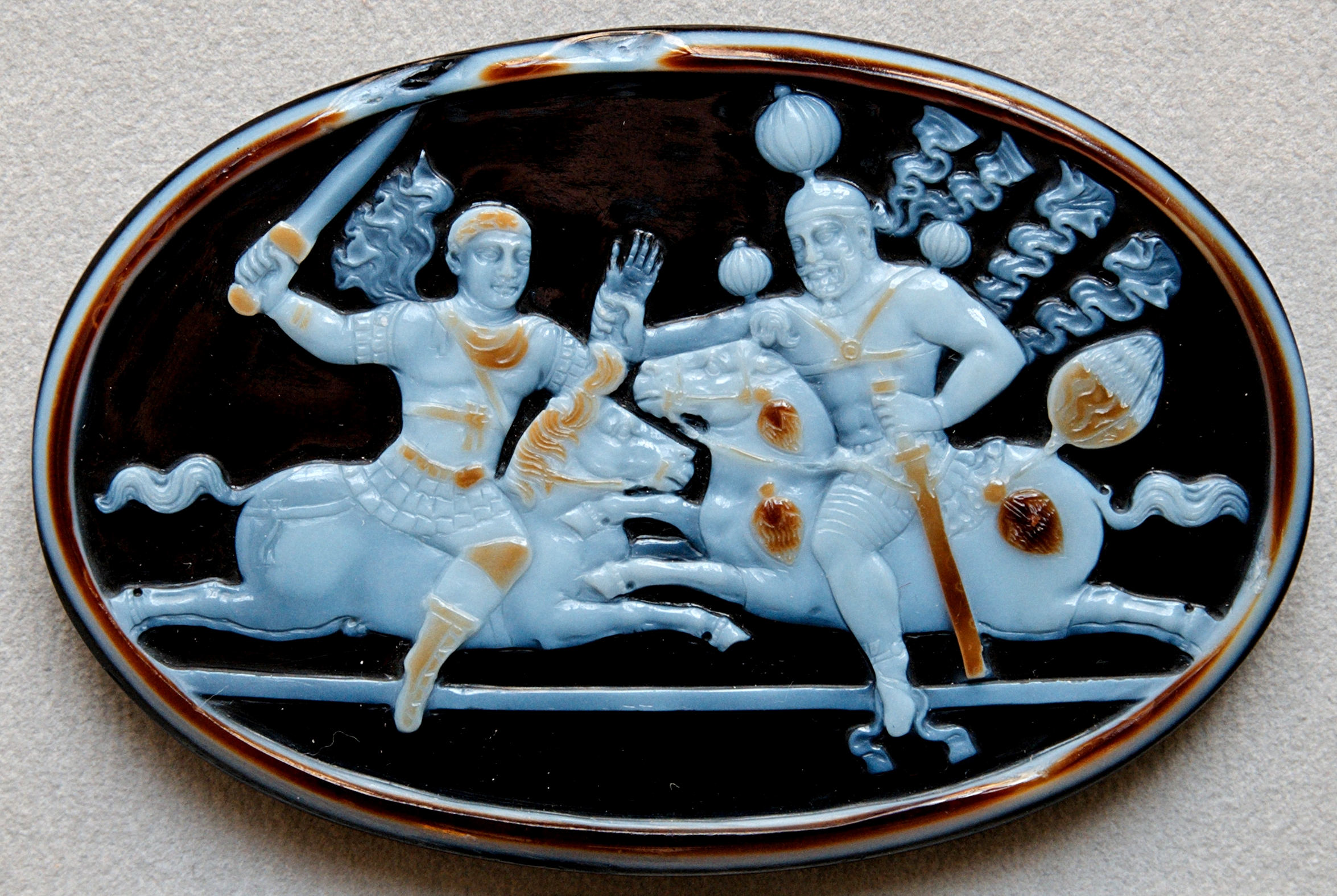
Cameo raffigurante re Sapore I che afferra per il braccio l'imperatore Valeriano, a segnalare la cattura e sottomissione del sovrano romano (Cabinet des Médailles, Parigi).

La battaglia di Edessa fu combattuta nel 260 tra l'esercito dell'Impero romano, comandato dall'imperatore Valeriano, e l'esercito dei Sasanidi, condotto da re Sapore I. La battaglia terminò con la vittoria sasanide e la cattura di Valeriano.

## Contesto storico
Il re sasanide Sapore I iniziò nel 252 una seconda serie di campagne contro l'Impero romano, infliggendo gravi sconfitte ai suoi nemici. La cronologia degli eventi non è chiara ma è noto che sconfisse un esercito romano nella battaglia di Barbalissos, conquistò la capitale delle province orientali Antiochia e la fortezza di Dura Europos. Valeriano decise di contrastare Sapore, iniziando una campagna che lo portò a scontrarsi con il re sasanide mentre questi assediava Edessa.

## Battaglia
La battaglia non è nota nei dettagli. L'unica cosa certa è che Valeriano e il suo stato maggiore vennero catturati da Sapore. Secondo Zosimo, la sconfitta fu dovuta al tradimento di Sapore durante la negoziazione della pace.
Le Res gestae divi Saporis ci raccontano della terza devastante invasione compiuta da Sapore I ai danni dell'Impero romano, secondo la quale:
(Res gestae divi Saporis, riga 19-23 da The American journal of Semitic languages and literatures, University of Chicago, 1940, vol.57-58, p.379.)
Il racconto della fine di Valeriano, giunto a difendere Edessa dall'assedio persiano, dove i Romani avevano avuto notevoli perdite anche a causa di una pestilenza dilagante, varia molto nelle versioni romane:
- Eutropio, Festo e Aurelio Vittore raccontano che l'Imperatore romano fu catturato dalle armate sasanidi dopo essere stato sconfitto pesantemente in battaglia;[6]
- Zosimo sostiene che Valeriano, recatosi ad un incontro con il re persiano, fu fatto prigioniero a tradimento nell'aprile-maggio del 260:

(Zosimo, Storia nuova, I, 36.2.)
- un'altra fonte suggerisce che Valeriano chiese "asilo politico" al re persiano Sapore I, per sottrarsi ad una possibile congiura, in quanto nelle file dell'esercito romano che stava assediando Edessa, serpeggiavano evidenti segni di ammutinamento.[5]

(Zonara, L'epitome delle storie, XII, 23.)
- lo scrittore cristiano Lattanzio racconta, invece, che Valeriano fu punito dal Dio dei Cristiani per le sue ultime persecuzioni e quindi costretto a trascorrere i suoi ultimi giorni in schiavitù. Fu prima utilizzato come sgabello vivente da Sapore, per salire a cavallo, poi ucciso, scuoiato, riempito di paglia e affisso in un tempio persiano come simbolo del trionfo sui Romani.[7]

Secondo invece la fonte ufficiale persiana delle Res gestae divi Saporis:
(Res gestae divi Saporis, riga 24-25 da The American journal of Semitic languages and literatures, University of Chicago, 1940, vol.57-58, p.379.)
E sulla base di quest'ultima fonte alcuni autori moderni ipotizzano che Valeriano sia stato condotto a costruire Bishapur assieme ai suoi soldati.

## Conseguenze

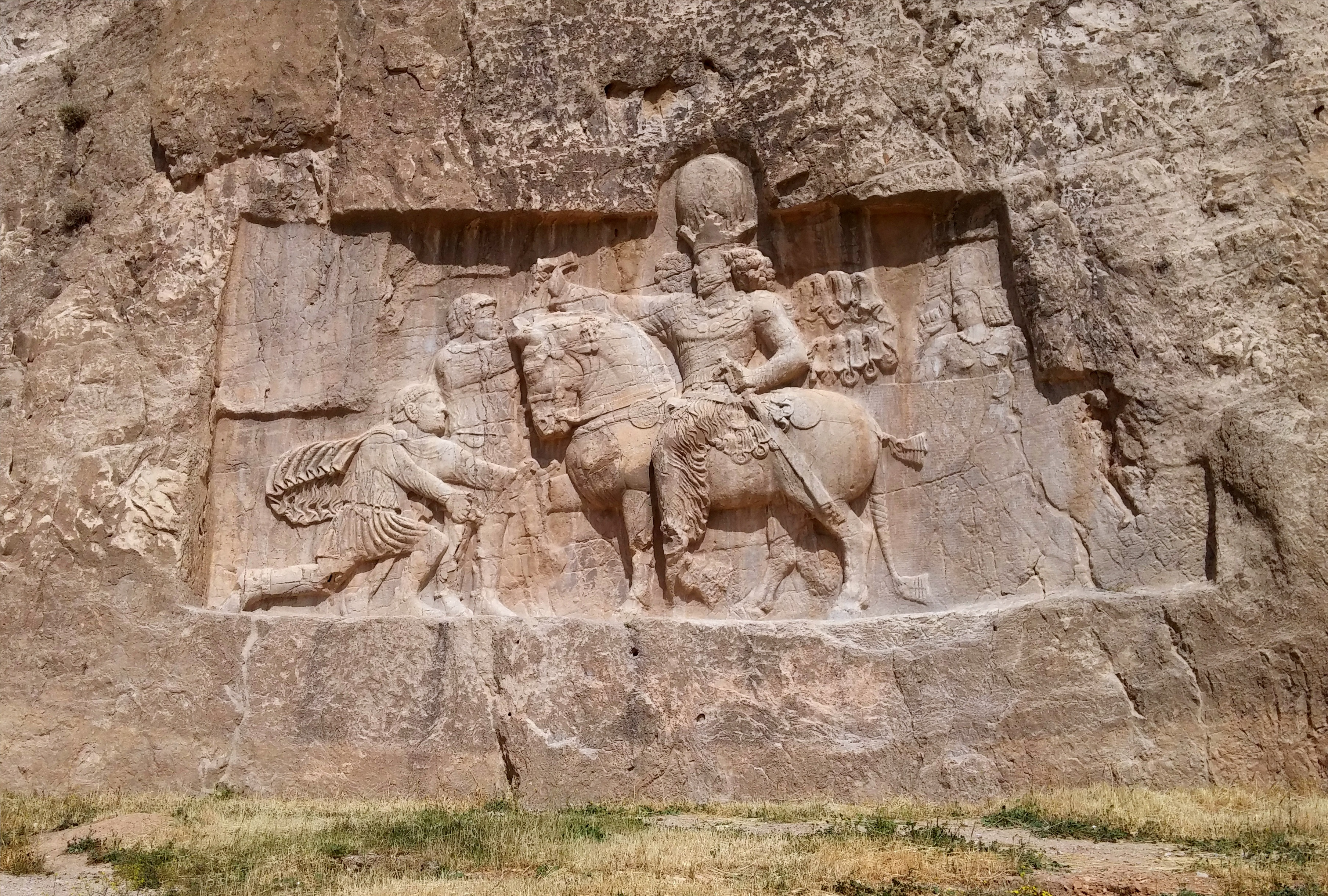
Rilievo sasanide a Naqsh-e Rustam raffigurante Sapore I che tiene prigioniero Valeriano e riceve l'omaggio di Filippo l'Arabo, inginocchiato davanti al sovrano sasanide.

La cattura di Valeriano da parte dei Persiani lasciò l'Oriente romano alla mercé di Sapore I, il quale condusse una nuova offensiva dal suo "quartier generale" di Nisibis (occupata nel 252 dalla armate sasanidi), riuscendo ad occupare i territori romani fino a Tarso (in Cilicia), Antiochia (in Siria) e Cesarea (in Cappadocia), compresa l'intera provincia romana di Mesopotamia.
(Res gestae divi Saporis, riga 25-26 da The American journal of Semitic languages and literatures, University of Chicago, 1940, vol.57-58, p.379.)
Dopo la vittoria contro Valeriano, l'espansione di Sapore verso occidente venne fermata da Odenato, signore di Palmira, imperator, dux e Corrector totius Orientis dell'Imperatore Gallieno. Quest'ultimo, dopo la sconfitta persiana, mutò anche la sua politica religiosa nei confronti dei Cristiani, abolendone le loro persecuzioni.